# Polypedilum festivipenne
Polypedilum festivipenne är en tvåvingeart som beskrevs av Jean-Jacques Kieffer 1920. Polypedilum festivipenne ingår i släktet Polypedilum och familjen fjädermyggor.
Artens utbredningsområde är Ungern. Inga underarter finns listade i Catalogue of Life.